# Viri Nicòmac Flavià
Viri Nicòmac Flavià (en llatí: Virius Nicomachus Flavianus) va ser un militar romà del segle iv.
Va ser prefecte del pretori d'Itàlia i Il·líria entre els anys 382 i 383. Era amic íntim de Quint Aureli Símmac, que li va dirigir diverses cartes. Gotofredus diu que un altre Flavià era prefecte del Pretori el 391-392, però probablement ambdós són la mateixa persona.
Era pagà com Símmac, i va donar suport a l'usurpador Eugeni, de qui va obtenir la restauració de l'altar de la Victòria a Milà. Probablement és la persona que va amenaçar de convertir l'església de Milà en un estable si guanyava la guerra contra Teodosi (paraules que Paulí de Milà atribueix a un desconegut Fabianus, probablement un error per Flavianus).
Va ser eminent per la seva sagacitat política i com a àugur, i va predir la victòria d'Eugeni, però Teodosi va falsificar els seus auguris i va forçar el pas dels Alps. L'any 394 Eugeni el va nomenar cònsol però el seu nom no apareix als Fasti. Probablement dirigia les forces derrotades per Teodosi als Alps i Rufí sembla indicar que va triar morir abans que rendir-se. Però de les cartes a Símmac, i si els diferents Flavià han estat ben identificats, resulta que va sobreviure a la guerra i va ser perdonat tot i que va perdre els seus càrrecs.